# Roselin de Mongolie
Bucanetes mongolicus
Espèce
Synonymes
- Erythrospiza incarnata 1872
- Eremopsaltria mongolica
- Rhodopechys mongolicus

Statut de conservation UICN

 LC  : Préoccupation mineure
Le Roselin de Mongolie (Bucanetes mongolicus) est une espèce de passereaux de la famille des Fringillidae.

## Description
Cet oiseau mesure de 14 à 15 cm.
Le mâle a la tête brun clair avec la calotte, légèrement érectile, ponctuée de brun noir, tout comme la gorge, le pourtour du bec et de manière moindre les joues.

## Répartition

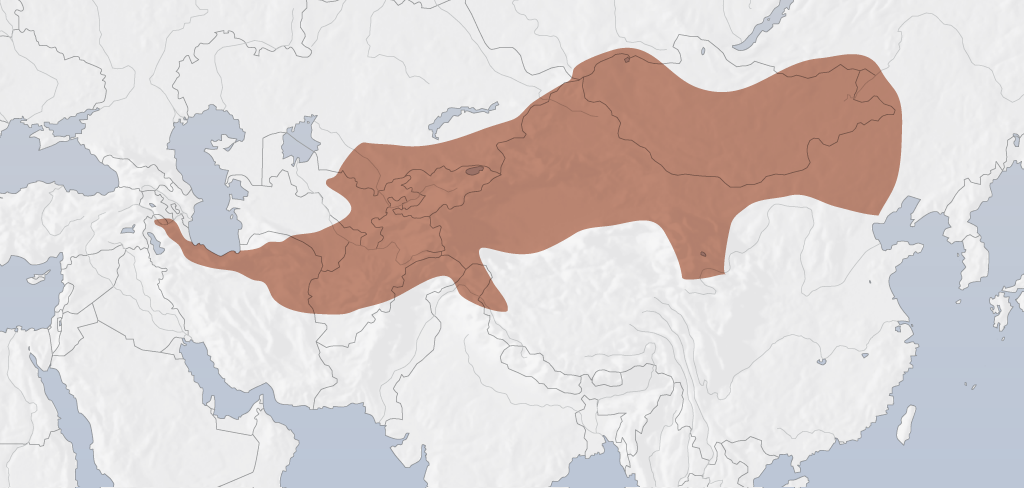
Carte de répartition de l'espèce.

Cet oiseau vit de l'est de la Turquie, en passant par le Caucase, jusqu'à l'est de l'Asie centrale et l'ouest de la Chine et de la Mongolie et au sud dans le Cachemire.
L'espèce est indigène dans les 15 pays suivants : Afghanistan (nord : Tchitral), Arménie, Azerbaïdjan, Chine, Pakistan, Iran (nord), Kazakhstan, Kirghizistan, Mongolie (sud-ouest), Népal, Russie, Tadjikistan, Turkménistan (sud-est), Turquie et Ouzbékistan,. Il est vagabond au Bahreïn.
Elle est aussi connue dans le Pamir, le nord de l’Inde (Gilgit, Astor,
Ladakh), le Karakoroum, l'ouest du Tien-Chan, l'ouest du Sinkiang et l'Altaï.

## Habitat
Son milieu de prédilection se présente comme un ensemble de déserts ou semi-déserts d’altitude, de zones ouvertes et dénudées à maigre couverture buissonnante, de plateaux jusqu’à 4 200 m, de versants rocheux et de pentes rocailleuses, de rochers, de ravins escarpés et d’éboulis.
Les zones montagneuses désertiques pierreuses ou les maquis semi-arides et les pentes rocheuses sont les zones privilégiées pour la reproduction.

## Alimentation
Les roselins de Mongolie sont très actifs quand ils se nourrissent sur le sol ou dans la végétation basse, n’hésitant pas à se faufiler et à grimper au milieu des petites plantes.
Ils saisissent les tiges des plantes herbacées directement avec leur bec pour en exploiter
les graines et n’hésitent pas à sauter pour les atteindre quand elles sont hors de portée.
Ils consomment des particules d’Hymenocrater bituminosus et des graines d’Allisum sp. et d’Artemisia maritima.

## Mœurs
En hiver, ils constituent habituellement des groupes de 20 à 30 oiseaux et se répandent
dans les buissons et sur le sol tout en gardant un contact acoustique permanent rappelant
ainsi beaucoup le comportement de la Linotte à bec jaune. Ces volées vont boire régulièrement matin et soir aux points d’eau du désert.

## Nidification
La saison de nidification dure de juin à août. Le nid est placé dans de petites cavités en terrain accidenté ou sous des pierres. Le nid est une coupe peu profonde composée de tiges d’herbes et de brindilles de buissons d’Artemisia et de Salvia avec un revêtement intérieur de poils. La ponte compte généralement de trois à cinq œufs bleu turquoise pâle lâchement tachetés au gros pôle. Une photo (in Ottaviani 2008) montrant un mâle à la gorge gonflée et aux plumes hérissées suggère l’existence de poches alimentaires utilisées dans le stockage de la nourriture pour le nourrissage des jeunes.